# Traînel
Traînel ist eine französische Gemeinde mit 1064 Einwohnern (Stand 1. Januar 2022) im Département Aube in der Region Grand Est; sie gehört zum Arrondissement Nogent-sur-Seine und zum Kanton Nogent-sur-Seine. Der Ort liegt am Fluss Orvin.

## Bevölkerungsentwicklung
- 1962: 0818
- 1968: 0844
- 1975: 0829
- 1982: 0853
- 1990: 0847
- 1999: 0983
- 2016: 1073